# Alfred I. zu Windisch-Graetz
knez Alfred I. zu Windisch-Graetz (polno ime Alfred Candidus Ferdinand zu Windisch-Graetz), avstrijski feldmaršal, * 11. maj 1787, Bruselj, † 21. marec 1862, Dunaj.
Rodil se je v plemiški družini iz Štajerske in leta 1804 vstopil v habsburško cesarsko armado, kjer je sodeloval v vseh vojnah proti Napoleonu. Leta 1833 je bil imenovan za feldmaršala. V letih miru, ki so sledila, je poveljeval v Pragi in nazadnje leta 1840 postal poveljnik celotne češke vojske. Ker je zagovarjal radikalne ukrepe proti revolucionarjem, so ga poklicali, da zaduši marčevski upor leta 1848 na Dunaju, vendar se je nalogi odpovedal, ker ni bil deležen podpore ministrov.
Ob povratku v Prago je njegovo ženo med tamkajšnjim uporom ubil zablodeli naboj. Zaradi tega je junija tega leta še strožje nastopil proti češkim separatistom in razglasil izredne razmere po vsej Češki. Ko je prišlo do ponovnega upora na Dunaju, so ga oktobra 1848 poslali ponovno zavzet mesto na čelu velike vojske.
Nato je dobil poveljstvo v boju proti madžarskim revolucionarjem. S ponovnim zavzetjem Budima in Pešte je januarja 1849 v tem boju dosegel nekaj uspeha, vendar je bil pri preganjanju upornikov prepočasen, zaradi česar so se lahko slednji reorganizirali v večjem številu in preprečili učinkovitejše delovanje avstrijskih sil. Aprila 1849 je bil Windisch-Graetz tako razrešen poveljevanja in se po tistem le redko pojavil v javnosti.